# Drapeau de la Vallée d'Aoste

Drapeau de la Vallée d'Aoste

Le drapeau de la région autonome Vallée d'Aoste (en italien Bandiera della regione autonoma Valle d'Aosta) a été défini par la loi régionale n°6 du 16 mars 2006, concernant les dispositions pour la valorisation de l'autonomie et la discipline des signes distinctifs de la région. Cette loi a abrogé et remplacé la loi régionale n°2 du 20 avril 1958.
Ce drapeau ne porte aucune inscription ni symbole et se blasonne ainsi :

Le drapeau de la Région est un rectangle de tissu, dont le guindant est égal aux deux tiers du battant, divisé verticalement en deux parties égales, l'une noire et l'autre rouge, la partie noire étant contre la hampe.
Les couleurs rouge et noir (en patois valdôtain, Rodzo é nèr) ont été utilisés pour la première fois en 1942 par le chanoine Joseph Bréan sur un opuscule contre le régime fasciste intitulé « Les grands Valdôtains ». Il les tira du blason du Duché d'Aoste datant du XVe siècle, qui sont également les couleurs de la maison de Challant.

Le blason de la maison de Challant